# Max Power (calciatore)
Max McAuley Power (Birkenhead, 27 luglio 1993) è un calciatore inglese, centrocampista dell'Aarhus.

## Carriera
Cresciuto nel settore giovanile del Tranmere, debutta in prima squadra il 30 agosto 2011, in occasione dell'incontro del Football League Trophy vinto ai rigori contro il Port Vale. Il mese successivo, invece, ha esordito in campionato, disputando l'incontro di Football League One perso per 2-0 contro l'Huddersfield Town. In quattro stagioni, divise tra terza e quarta divisione, totalizza 127 presenze e 19 reti. Nel 2015 viene acquistato dal Wigan, con cui al termine della stagione 2015-2016 ottiene la promozione in Championship. Esordisce in quest'ultima categoria il 6 agosto 2016, nell'incontro perso per 2-1 contro il Bristol City. Nell'agosto 2018, dopo aver giocato un incontro di campionato, viene ceduto in prestito al Sunderland, in terza divisione, che nel gennaio 2019 lo acquista a titolo definitivo. Nel 2021 fa ritorno al Wigan.

## Statistiche

### Presenze e reti nei club
Statistiche aggiornate al 6 ottobre 2022.
| Stagione          | Squadra           | Campionato        | Campionato | Campionato | Coppe nazionali | Coppe nazionali | Coppe nazionali | Coppe continentali | Coppe continentali | Coppe continentali | Altre coppe | Altre coppe | Altre coppe | Totale | Totale |
| Stagione          | Squadra           | Comp              | Pres       | Reti       | Comp            | Pres            | Reti            | Comp               | Pres               | Reti               | Comp        | Pres        | Reti        | Pres   | Reti   |
| ----------------- | ----------------- | ----------------- | ---------- | ---------- | --------------- | --------------- | --------------- | ------------------ | ------------------ | ------------------ | ----------- | ----------- | ----------- | ------ | ------ |
| 2011-2012         | Tranmere          | FL1               | 4          | 0          | FACup+CdL       | 0               | 0               |                    | -                  | -                  | FLT         | 2           | 0           | 6      | 0      |
| 2012-2013         | Tranmere          | FL1               | 27         | 3          | FACup+CdL       | 3+1             | 1+0             |                    | -                  | -                  | FLT         | 1           | 0           | 32     | 4      |
| 2013-2014         | Tranmere          | FL1               | 33         | 2          | FACup+CdL       | 0+2             | 0               |                    | -                  | -                  | FLT         | 1           | 0           | 36     | 2      |
| 2014-2015         | Tranmere          | FL2               | 45         | 7          | FACup+CdL       | 4+1             | 3+0             |                    | -                  | -                  | FLT         | 3           | 3           | 53     | 13     |
| Totale Tranmere   | Totale Tranmere   | Totale Tranmere   | 109        | 12         |                 | 11              | 4               |                    | -                  | -                  |             | 7           | 3           | 127    | 19     |
| 2015-2016         | Wigan             | FL1               | 44         | 6          | FACup+CdL       | 1+1             | 0               |                    | -                  | -                  | FLT         | 2           | 0           | 48     | 6      |
| 2016-2017         | Wigan             | FLC               | 42         | 0          | FACup+CdL       | 2+1             | 0               |                    | -                  | -                  |             | -           | -           | 45     | 0      |
| 2017-2018         | Wigan             | FL1               | 40         | 5          | FACup+CdL       | 7+1             | 0               |                    | -                  | -                  | FLT         | 1           | 0           | 49     | 5      |
| ago. 2018         | Wigan             | FLC               | 1          | 0          | FACup+CdL       | -               | -               |                    | -                  | -                  |             | -           | -           | 1      | 0      |
| Totale Wigan      | Totale Wigan      | Totale Wigan      | 127        | 11         |                 | 13              | 0               |                    | -                  | -                  |             | 3           | 0           | 143    | 11     |
| 2018-2019         | Sunderland        | FL1               | 35+3       | 4+0        | FACup+CdL       | 3+1             | 0               |                    | -                  | -                  | FLT         | 4           | 0           | 46     | 4      |
| 2019-2020         | Sunderland        | FL1               | 31         | 2          | FACup+CdL       | 2+4             | 0+1             |                    | -                  | -                  | FLT         | 1           | 0           | 38     | 3      |
| 2020-2021         | Sunderland        | FL1               | 42+2       | 5+0        | FACup+CdL       | 1+1             | 0               |                    | -                  | -                  | FLT         | 6           | 1           | 52     | 6      |
| Totale Sunderland | Totale Sunderland | Totale Sunderland | 108+5      | 11+0       |                 | 12              | 1               |                    | -                  | -                  |             | 11          | 1           | 136    | 13     |
| 2021-2022         | Wigan             | FL1               | 44         | 3          | FACup+CdL       | 5+2             | 1+0             |                    | -                  | -                  | FLT         | 3           | 1           | 54     | 5      |
| 2022-2023         | Wigan             | FLC               | 11         | 0          | FACup+CdL       | 0               | 0               |                    | -                  | -                  |             | -           | -           | 11     | 0      |
| Totale carriera   | Totale carriera   | Totale carriera   | 404        | 37         |                 | 43              | 6               |                    | -                  | -                  |             | 24          | 5           | 471    | 48     |

## Palmarès

### Club

#### Competizioni nazionali
- Football League One: 3

Wigan: 2015-2016, 2017-2018, 2021-2022
- Football League Trophy: 1

Sunderland: 2020-2021
- Prima Divisione (Arabia Saudita): 1

Al-Qadisiya: 2023-2024